# IC 2106
IC 2106 — галактика типу SBb (компактна витягнута галактика) у сузір'ї Різець.
Цей об'єкт міститься в оригінальній редакції індексного каталогу.